# Hermann Haller
 (juin 2025).
Si vous disposez d'ouvrages ou d'articles de référence ou si vous connaissez des sites web de qualité traitant du thème abordé ici, merci de compléter l'article en donnant les références utiles à sa vérifiabilité et en les liant à la section « Notes et références ».
En pratique : Quelles sources sont attendues ? Comment ajouter mes sources ?
Hermann Haller, né le 15 décembre 1909 à Zurich, mort le 21 juin 1985 à Boswil, est un monteur, réalisateur et scénariste suisse.

## Biographie
À 14 ans, il publie des critiques de films puis s'inscrit à la Staatliche Fachakademie für Fotodesign München. Il travaille ensuite pour la société de production Emelka.
Il arrive à Berlin et entre dans Tobis-Tonbild-Syndikat. À 20 ans, il est assistant monteur à côté d'Arnold Fanck sur L'Enfer blanc du Piz Palü. En 1936, il refuse de participer à la propagande nazie et s'en va en Autriche où il travaille principalement avec Géza von Bolváry.
Après l'Anschluss, Haller revient en Suisse et participe grandement au mouvement de défense spirituelle. Outre le montage, il est aussi réalisateur ou assistant et directeur artistique.
Après la Seconde Guerre mondiale, il revient peu à peu dans le cinéma allemand. Dans les années 1960, il participe dans les adaptations des œuvres de Karl May et d'Edgar Wallace. À la fin de sa carrière, il travaille sur des Lederhosenfilms.

## Filmographie
- 1929 : L'Enfer blanc du Piz Palü
- 1931 : Der Raub der Mona Lisa
- 1931 : L'amour commande
- 1932 : Der Rebell
- 1932 : C'est un amour qui passe (Ein lied, ein kuß, ein mädel) de Géza von Bolváry
- 1933 : SOS Eisberg
- 1933 : Ich kenn' dich nicht und liebe dich
- 1933 : Château de rêve
- 1933 : Parade de printemps
- 1934 : ...heute abend bei mir
- 1934 : Abschiedswalzer
- 1934 : Herz ist Trumpf
- 1934 : Es tut sich was um Mitternacht
- 1934 : Winternachtstraum
- 1934 : Alles um eine Frau
- 1935 : Stradivari
- 1935 : Varieté
- 1936 : Die Entführung de Géza von Bolváry
- 1936 : Das Schloß in Flandern de Géza von Bolváry
- 1936 : Die Julika
- 1936 : Mädchenpensionat
- 1936 : Lumpacivagabundus
- 1937 : Première (Premiere)
- 1937 : Musik für Dich
- 1937 : Le Charme de la Bohème (de)
- 1937 : Die unruhigen Mädchen
- 1938 : Le Miroir de la vie
- 1938 : Le Fusilier Wipf (aussi réalisation)
- 1938 : Wehrhafte Schweiz (documentaire, aussi réalisation)
- 1940 : Mir lönd nüd lugg
- 1940 : Verena Stadler (aussi réalisation)
- 1940 : Gilberte de Courgenay (aussi direction artistique)
- 1941 : Der Hotelportier (aussi réalisation)
- 1942 : Das Gespensterhaus (aussi direction artistique)
- 1943 : Komödie um Erika (aussi réalisation)
- 1943 : Wilder Urlaub
- 1943 : Euses Bähnli (documentaire, aussi réalisation)
- 1943 : Marie-Louise (aussi direction artistique)
- 1944 : Kartoffel (documentaire, aussi réalisation)
- 1945 : La Dernière Chance (aussi direction artistique)
- 1945 : Äcker der Industrie (documentaire, aussi réalisation)
- 1945 : Zwischen Krieg und Frieden (documentaire, aussi réalisation)
- 1946 : Jung bleiben (documentaire, aussi réalisation)
- 1946 : GIs in Switzerland (documentaire, aussi réalisation)
- 1947 : Seelenarzt Dr. Laduner (aussi direction artistique)
- 1947 : Pestalozzi-Dorf (documentaire, aussi réalisation)
- 1947 : Les Anges marqués
- 1948 : Nach dem Sturm
- 1949 : Ein Seemann ist kein Schneemann
- 1950 : Quatre dans une jeep
- 1952 : Palasthotel
- 1952 : Heidi
- 1953 : Zwiespalt des Herzens
- 1954 : Uli, der Knecht
- 1954 : Heidi et Pierre
- 1955 : Uli der Pächter
- 1956 : La Reine du music-hall
- 1956 : Das Sonntagskind
- 1957 : Taxichauffeur Bänz (aussi coréalisation)
- 1958 : Ça s'est passé en plein jour (aussi direction artistique)
- 1959 : Peter Voss – der Held des Tages
- 1959 : Ein Mann geht durch die Wand
- 1960 : Der Jugendrichter
- 1960 : Scheidungsgrund: Liebe
- 1960 : Ich zähle täglich meine Sorgen (de)
- 1960 : Anne Bäbi Jowäger (de), 1. Teil: Wie Jakobli zu einer Frau kommt (aussi direction artistique)
- 1960 : Anne Bäbi Jowäger (de), 2. Teil: Jakobli und Meyeli (aussi direction artistique)
- 1960 : Le Brave Soldat Chvéïk
- 1961 : Die Ehe des Herrn Mississippi
- 1961 : Filles perdues
- 1961 : Le Menteur
- 1961 : Le Retour du docteur Mabuse
- 1962 : L'Invisible docteur Mabuse
- 1962 : Schneewittchen und die sieben Gaukler (de)
- 1962 : Le Trésor du lac d'argent
- 1963 : L'Énigme du serpent noir
- 1963 : Le Crapaud masqué
- 1963 : Le Foulard indien (Das indische Tuch)
- 1963 : La Révolte des Indiens Apaches
- 1964 : Toujours au-delà
- 1964 : Le Trésor des montagnes bleues
- 1964 : Parmi les vautours
- 1965 : L'Appât de l'or noir
- 1965 : Old Surehand
- 1965 : Le Dernier des Mohicans
- 1965 : Angeklagt nach § 218 (aussi direction artistique)
- 1966 : La Vengeance de Siegfried
- 1967 : Le Vampire et le Sang des vierges
- 1967 : Dynamite en soie verte
- 1968 : Die sechs Kummerbuben (aussi direction artistique)
- 1968 : L'Homme à la Jaguar rouge
- 1968 : Le Trésor de la vallée de la mort
- 1969 : Le Divin Marquis de Sade
- 1969 : Helgalein
- 1969 : Josefine, das liebestolle Kätzchen
- 1969 : Heintje – Ein Herz geht auf Reisen
- 1970 : Présence des extraterrestres (en) (Documentaire)
- 1970 : Wir hau'n die Pauker in die Pfanne (de)
- 1971 : Le Loup des mers (de) (TV)
- 1972 : Das bumsfidele Heiratsbüro
- 1972 : Les Dragueuses
- 1972 : Salons de massage
- 1972 : Liebesgrüße aus der Lederhos’n (de)
- 1973 : Les Minettes font la queue
- 1974 : Zwei Kumpel auf der Alm
- 1974 : Der Jäger von Fall (de)
- 1975 : L'Appel de l'or (TV)
- 1976 : Das Gesetz des Clans (de)
- 1976 : Liebesgrüße aus der Lederhose, 3. Teil: Sex-Expreß in Oberbayern
- 1977 : Oh la la, die kleinen Blonden sind da
- 1978 : Liebesgrüße aus der Lederhose, 4. Teil: Die versaute Hochzeitsnacht
- 1978 : Liebesgrüße aus der Lederhose, 5. Teil: Die Bruchpiloten vom Königsee
- 1978 : Zwei Däninnen in Lederhosen
- 1979 : Kreuzberger Liebesnächte
- 1981 : Laß laufen, Kumpel

## Crédit d'auteurs
- (de) Cet article est partiellement ou en totalité issu de l’article de Wikipédia en allemand intitulé « Hermann Haller (Cutter) » (voir la liste des auteurs).